# Lumière et Compagnie
Pour plus de détails, voir Fiche technique et Distribution.
Lumière et Compagnie est un documentaire omnibus réalisé par 41 réalisateurs, sorti en 1995.
Les réalisateurs ont dû chacun produire un court métrage en utilisant le Cinématographe original des frères Lumière et répondant à trois règles :
1. le court métrage ne peut pas être plus long que 52 secondes ;
2. pas de sons synchronisés ;
3. pas plus de trois prises.

Destiné à célébrer le centenaire de la naissance du cinéma, le film fut présenté au 46e Festival de Berlin.

## Fiche technique
- Titre : Lumière et Compagnie
- Réalisation : voir ci-dessous
- Idée originale : Philippe Poulet
- Direction artistique : Anne Andreu
- Photographie : Didier Ferry, Frédéric LeClair, Sarah Moon et Philippe Poulet
- Montage : Roger Ikhlef et Timothy Miller
- Musique : Angelo Badalamenti, Jean-Jacques Lemêtre et Richard Robbins
- Son : Bernard Rochut, Jean Casanova
- Production : Neal Edelstein, Fabienne Servan-Schreiber, Ángel Amigo, Søren Stærmose et Anne Andreu
- Pays de production : Danemark, Espagne, France, Suède
- Format : couleurs / noir et blanc - 35 mm - 1,85:1 - Dolby Digital
- Genre : documentaire
- Durée : 88 minutes
- Date de sortie :
  - France : 28 décembre 1995 (à la télévision)

## Distribution
Abbas Kiarostami :
- Isabelle Huppert (voix)

Cédric Klapisch :
- Géraldine Pailhas
- Zinedine Soualem

Claude Lelouch :
- Antoine Duléry
- Charles Gérard
- Ticky Holgado
- Alessandra Martines

Claude Miller :
- Romane Bohringer
- Lou Chapiteau
- Marc Chapiteau

David Lynch :
- Clyde Small : le père
- Pam Pierrocish : la mère
- Russ Pearlman : l'enfant
- Jeffe Alperi : un policier
- Stan Lothridge : un policier
- Mark Wood : un policier
- Michele Carlyle
- Kathleen Raymond
- Joan Rudelstein
- Dawn Salcedo

Fernando Trueba :
- Félix Romeo : lui-même

Jaco Van Dormael :
- Pascal Duquenne

Jacques Rivette :
- Nathalie Richard : Ninon

John Boorman :
- Neil Jordan
- Liam Neeson
- Aidan Quinn
- Stephen Rea
- Alan Rickman

Lasse Hallström :
- Lena Olin

Liv Ullman :
- Sven Nykvist

Régis Wargnier :
- François Mitterrand : lui-même

Sarah Moon :
- Patrice Leconte : lui-même
- Spike Lee : lui-même
- Claude Lelouch : lui-même
- Jacques Rivette : lui-même
- Liv Ullmann : elle-même

Spike Lee
- Satchel Lee

Wim Wenders :
- Bruno Ganz : Damiel
- Otto Sander : Cassiel

Et aussi :
- David Lynch : lui-même
- Idrissa Ouedraogo : lui-même
- Zhang Yimou : lui-même
- Pernilla August : Anna Åkerblom (non créditée)
- Max von Sydow : Jacob Åkerblom (non crédité)